# Ação direta de inconstitucionalidade por omissão
A ADO é um dos meios de controle abstrato de constitucionalidade exercido pelo Supremo Tribunal Federal, que consiste em uma omissão legislativa que vai de encontro à obrigação constitucional de legislar. A ideia de omissão, neste caso, fundamenta-se no descumprimento do legislador de um dever constitucional de legislar, isto é, quando ele deixa de cumprir um dever explícito da Constituição, ou identificado pela interpretação desta, de elaboração normativa. Desta forma, através desta ação, procura-se verificar e sanar a omissão do legislador de seu dever constitucional de legislar.

## Conceito
O conceito de inconstitucionalidade por omissão é relativamente recente. Configurava-se, anteriormente, a inconstitucionalidade apenas como uma ação do legislador, ou seja, um afazer positivo que entrasse em conflito com a Constituição (configurado como a ADI).  Dessa forma, a ADO  tem por objetivo preservar a supremacia constitucional, ao tentar sanar a omissão do legislador no que diz respeito a sua obrigação constitucional de legislar.
Esta ação não está expressamente prevista no texto constitucional. A sua existência é depreendida da interpretação conjunta dos Arts. 102 e 103,  2º da CF, que dispõe sobre a ação direta de inconstitucionalidade e preveem a possibilidade de inconstitucionalidade por omissão. Ademais, a Lei 9.868/99, que regula a ADIn, foi alterada pela Lei 12.063/09, que introduziu uma regulamentação específica da ADO.
De acordo com a Lei 9.868/99, a inconstitucionalidade por omissão também é fundamentada a partir de de órgãos administrativos que são responsáveis por implementar atos administrativos para a concretização das normas constitucionais e que permaneceram omissos quanto ao seu dever.
Assim, quando o legislador ou algum órgão administrativo permanece na inércia quanto a um dever expresso na Constituição de implementar algum ato administrativo ou normativo a fim de concretizar as normas e atribuições constitucionais, deve ser instaurada uma Ação Direta de Inconstitucionalidade por Omissão.

## Objeto de controle
O Art. 103 § 2º da Constituição Federal delimita o objeto da ADO, configurando-o como: "inconstitucionalidade por omissão de medida para tornar efetiva norma constitucional". Ademais, a Lei 9.868/99 em seu Art. 12-B indica "I - a omissão inconstitucional total ou parcial quanto ao cumprimento de dever constitucional de legislar ou quanto à adoção de providência de índole administrativa; ".
O Supremo Tribunal Federal ainda reforça esse entendimento no julgamento da ADIn 1.458, referindo-se a ADO: "medidas necessárias à realização concreta dos preceitos da Constituição, em ordem a torná-los efetivos, operantes e exequíveis, abstendo-se, em consequência, de cumprir o dever de prestação que a constituição lhe impôs".
Assim, a interpretação sistemática da Constituição Federal com a Lei 9.868/99 permite, somado ao entendimento do Supremo Tribunal Federal, permitem definir como objeto da ADO aquelas omissões que impedem a efetivação dos comandos constitucionais, ou seja, são obstáculos para a concretização da norma constitucional. Ademais, a omissão corresponde ao não cumprimento de um dever expresso da Constituição de legislar, que difere da faculdade de elaboração normativa.
É necessário ressaltar, ainda, que configura-se como inconstitucional apenas a ausência de norma regulamentadora que deveria ter sido elaborada conforme manifestação expressa da Constituição, e não o caráter oportuno ou não na norma que foi editada.
As omissões que constituem objetos desta ação devem ser identificadas apenas no âmbito das autoridades estaduais e federais, excluindo o âmbito municipal, de acordo com interpretação analógica do Art.102, I (a) da Constituição Federal, que regula a ADI genérica. Além disso, essa omissão deve ocorrer por parte da autoridade competente e incumbida primariamente do dever de legislar de acordo com a Constituição Federal, que normalmente são os legisladores do âmbito federal e estadual.

## Legitimação
Os legitimados para propor uma Ação Direta de Inconstitucionalidade por Omissão são os mesmos que podem propor as ADIs e as ADCs, previstos no Artigo 103, I a IX da Constituição Federal.
Dentre os competentes para propor essa ação, estão o Presidente da República, as Mesas do Senado e da Câmara dos Deputados, os Governadores de Estado, o Procurador-Geral da República, entre outros.
A legitimidade para a proposição também consta na Lei 9.868/99, que dispõe sobre o processo e o julgamento da ADI e ADC perante o Supremo Tribunal Federal.  O capítulo II-A, inserido pela Lei 12.063/09, dispõe exclusivamente sobre a admissibilidade e do procedimento da ADO.
Além disso, o Art. 103 § 2º da Constituição Federal estabelece que, declarada a inconstitucionalidade por omissão, será dada ciência ao poder competente para adotar as providências necessárias para a efetivação da norma constitucional.
É importante ressaltar que, aquele que tem legitimidade para propor a ADO, não poderá propô-la se for a mesma autoridade responsável e competente para iniciar o processo legislativo questionado pela corresponde omissão na ação. Entretanto, a ADO pode ser utilizada pelas autoridades legislativas como instrumento para fiscalizar a omissão das demais autoridades.

## Omissão total e parcial
Existem duas formas através das quais a omissão pode se expressar: total ou parcialmente.
A omissão total consiste quando o legislador permanece em inércia em relação a um dever de legislar, não elaborando um ato normativo previsto constitucionalmente. Já omissão parcial manifesta-se quando o legislador elaborou um ato normativo previsto na Constituição, mas este ato apenas atendeu em parte ao comando constitucional, não abrangendo totalmente o comando da Carta Magna.
Dessa forma, a omissão legislativa configura-se tanto quando o órgão legislativo não cumpre o seu dever de elaboração legislativa, mas também quando o faz de maneira incompleta.
A inconstitucionalidade por omissão parcial e total levanta ainda algumas questões problemáticas, como a controvérsia suscitada na discussão na ADIn n. 526. Trata-se da situação em que um ato normativo fere o princípio da isonomia (Artigo 5º da Constituição Federal) ao conferir benefícios a um certo grupo de pessoas, excluindo outros indivíduos que se encontram em condições idênticas. Assim, nestes casos, a omissão seria parcial, uma vez que o ato normativo foi elaborado mas contemplou apenas uma parte do seu alcance previsto constitucionalmente, restringindo indivíduos em posição idêntica de serem contemplados pelos benefícios da norma constitucional, configurando uma violação o princípio da isonomia. Configurar-se ia como omissão parcial, por exemplo, se o legislador elaborasse uma norma que regulamentasse o direito à greve somente dos professores das escolas públicas, omitindo-se em relação ao direito à greve dos demais funcionários públicos. Como a Constituição Federal prevê que o legislador deve elaborar lei que regulamente  o direito de greve dos funcionários públicos, esse seria, portanto, um caso de  omissão parcial, uma vez que o legislador regulamentou o direito à greve, mas somente o fez para uma parcela dos funcionários públicos.
Outra controvérsia gerada pela omissão total é parcial do legislador é no que se refere à normas progmáticas da Constituição, que não estabelecem especificamente o meio que deve ser adotado pelo legislador para concretizar aquele comando constitucional. Nesses casos, a utilização da ADO deve ser excepcional.

## Parâmetros de controle
Os parâmetros de controle da ADO  são as normas que integram o bloco de constitucionalidade, que consistem, em âmbito federal, na própria Constituição, nas emendas constitucionais revisoras e nos tratados internacionais de direitos humanos que forem aprovado mediante o procedimento exposto no Artigo 5º § 3º da Constituição Federal. Dentre as normas que integram o bloco de constitucionalidade, as únicas que podem servir como parâmetro de controle são aquelas que possuem eficácia limitada, ou seja, as normas que só podem ser podem ser aplicadas após a concretização dos dispositivos infraconstitucionais.

## Procedimento
O processo e o julgamento da ADO estão regulamentados pela Lei 9.868/99, acrescida pela Lei 12.063/09.
Os legitimados para propor a ação estão elencados no Artigo 103 da Constituição Federal e pelo Artigo 12-A da Lei 9.868/99.
Para que o Supremo Tribunal Federal tome conhecimento dessa ação, é necessário a presença de uma pertinência temática, que consiste em um vinculação entre o objeto da ADO e o âmbito de atuação de certas autoridades legitimadas.
Nesta ação, não há uma autoridade legitimada no polo passivo que nem há na ADIn genérica (que corresponde ao Advogado-Geral da União, responsável por defender  a norma ou o ato impugnado pela ação). Entretanto, órgão responsável pela omissão alegada na ação pode manifestar-se em 30 dias. Em relação ao Advogado-Geral da União, a sua participação é de extrema importância para reforçar o contraditório durante o processo da ADIn por omissão, uma vez que o seu posicionamento contribui para a dialética desse processo, incentivando o confronto de posicionamentos e, consequentemente, uma decisão melhor fundamentada. Dessa forma, ao conciliar a falta da obrigatoriedade da presença do Advogado-Geral da União com a sua importância para o estímulo do contraditório e de decisões bem fundamentadas, o Artigo 12-E, § 2º da Lei 9.868/99 estabelece que o Advogado-Geral da União é convidado a emitir um parecer em até 15 dias, não sendo obrigado a defender um posicionamento específico, caso o relator da ação julgue necessário. A sua presença somente é obrigatória nos casos que tratem de omissão parcial, pois exige-se que seja feita uma análise da constitucionalidade do dispositivo em questão.
De acordo com o Artigo 12-B da Lei 9.868/99, os requisitos da petição inicial são a indicação da omissão legislativa ou administrativa, com a especificação da omissão e do conteúdo normativo objeto da ação; a formulação do pedido, contendo a especificação do tipo de omissão verificada (total ou parcial); a exposição dos fundamentos que sustentam cada uma das omissões alegadas, conforme disposto no Artigo 12-C da referida lei. A petição deverá ser subscrita por advogado, que juntará a sua procuração que lhe conferiu poderes especiais e específicos, bem como o material para fins probatórios da inconstitucionalidade alegada, conforme Artigo 21-B, § único. A falta destes requisitos pode levar ao indeferimento liminar da ação pelo relator, decisão que pode ser recorrida via agravo de instrumento, no prazo de 5 dias (Artigo 12-C, caput, § único da Lei 9.868/99).
Um dos requisitos de admissibilidade da petição inicial é a especificação do pedido, acompanhada da respectiva causa de pedir (causa petendi), que consiste na fundamentação jurídica (causa de pedir próxima) e dos fatos (causa de pedir remota) que sustentam aquele pedido. Isto é, a causa de pedir engloba as razões de direito e de fato que respaldam o pedido do autor. No processo constitucional, a causa de pedir é aberta, ou seja, ela permite que os ministros do Supremo Tribunal Federal não se limitem aos fundamentos apresentados na petição inicial para basear a sua fundamentação, permitindo que eles recorram a outros critérios e parâmetros que justifiquem o seu entendimento.
Presentes os requisitos de admissibilidade da petição inicial, o órgão ou a autoridade responsável pela omissão do ato em questão da ADO pode se manifestar no prazo de 30 dias (Artigo 6º da Lei 9.868/99), bem como podem os demais legitimados a propor essa ação também se manifestaram neste prazo. Em seguida, o Advogado-Geral da União é ouvido quando há omissão parcial ou quando o relator julga necessário a sua manifestação e, posteriormente, o Procurador-Geral da República, com a emissão de parecer livre, com o prazo de 15 dias para cada um desses órgãos se manifestarem (Artigo 12-E, §§ 2º e 3º da referida lei).  
Logo após esses prazos, o relator deve apresentar o relatório. O prazo de 30 dias que o ministro possui para apresentar o seu relatório é previsto no Artigo 111, caput e III do Regimento Interno do Supremo Tribunal Federal. O mesmo Artigo, entretanto, prevê a hipótese de "acúmulo de serviço", que afasta o prazo determinado de 30 dias. Na prática, o acúmulo de serviço é repetidamente invocado pelo relator, o que permite que o prazo não seja cumprido na grande maioria das vezes. O Regimento Interno do Supremo Tribunal Federal ainda prevê que o ministro decida se ele está habilitado para julgar aquela ação, sem que haja nenhuma limitação temporal ou ordem de distribuição de processos a serem observados. Por fim, o Artigo 145, caput e VIII do Regimento estabelece o caráter prioritário do julgamento em Plenário das ADOs, o que se torna irrelevante na prática, uma vez que a maioria das ações a serem julgadas pelo Plenário do Supremo Tribunal Federal possuem caráter prioritário também.
Para que seja realizado o julgamento da ação, devem estar presentes no plenário no mínimo oito ministros, o que forma o quórum de deliberação estipulado pelo Artigo 22 da Lei 9.868/99. Após o proferimento do voto do relator, são ouvidos os ministros em ordem inversa a antiguidade destes no Supremo Tribunal Federal. Essa ordem pode, contudo, ser alterada após autorização do presidente da corte. É importante ressaltar que este também profere o seu voto em razão da matéria constitucional.
A decisão final deve ocorrer com um quórum de deliberação mínimo de 8 ministros, sendo o julgamento suspenso até que essa maioria seja obtida, conforme Artigo 22 da Lei 9.868/99. O resultado da ação pode ser de improcedência, sendo a omissão declarada constitucional e podendo constituir objeto de uma nova ADO; ou procedência, quando, conforme Artigo 103, § 2º da Constituição Federal, os órgãos administrativos responsáveis pela omissão serão notificados e possuirão prazo de 30 dias para suprir a omissão ou o poder competente será notificado para que sejam tomadas a providências necessárias para sanar a omissão.

## Medidas cautelares
A Lei 9.868/99 estabelece, em seu Artigo 12, caput, dois dos requisitos principais para a concessão de liminar em ADO: relevância do pedido, que envolve em possíveis danos que a demora para o trâmite daquela ação poderia causar (periculum in mora) e urgência do pedido, que também estabelece estrita relação com os possíveis danos causados. Tais requisitos reforçam o caráter atípico da concessão de medida cautelar nesses casos, tendo em vista a sua excepcionalidade.
Em relação ao objeto da medida cautelar, o Supremo Tribunal Federal pode suspender a aplicação da lei nos casos de omissão parcial, suspender os processos judiciais ou procedimentos administrativos nos quais a norma impugnada está em discussão ou, ainda, tomar outras providências (Artigo 12-F § 1o da Lei 9.868). A concessão da medida liminar resulta na publicação no Diário Oficial da União do dispositivo da decisão, além da solicitação de informações ao órgão responsável pela omissão normativa (Artigo 12- G da Lei 9.868). O Procurador-Geral da República só será ouvido caso o relator julgue indispensável, no prazo de 3 dias (Artigo 12- F § 2o da Lei 9.868).

## ADO e sua aplicabilidade
A ação direta de inconstitucionalidade por omissão, instrumento recentemente incorporado ao ordenamento jurídico e ao controle de constitucionalidade abstrato, configura-se como um avanço e um reforço no que diz respeito aos esforços realizados para que as previsões constitucionais sejam cada vez mais concretizadas.
Dessa maneira, além de controlar a inconstitucionalidade através das ações do legislador, é possível também alegar a sua omissão e inércia em relação a um dever constitucional, reforçando a execução e a concretização dos comandos da Constituição.
Ademais, a inércia do legislador é um dos obstáculos para a concretização e efetivação dos direitos fundamentais previstos e assegurados pela própria Constituição Federal. Assim, a utilização desse mecanismo para identificar e tentar sanar a omissão do legislador é de suma aplicabilidade para a operacionalização dos direitos fundamentais.
Entretanto, a eficácia normativa da decisão final da ação direta de inconstitucionalidade por omissão é bastante limitada, pois ao final, o órgão responsável pela edição do ato normativo somente é notificado da sua omissão e orientado a saná-la, elaborando a lei. Dessa forma, há o desafio de tornar realmente efetiva essa decisão, uma vez que não há garantia de que a norma seja elaborada após a procedência da ação, ficando a critério da autoridade competente iniciar ou não o processo legislativo .
Além disso, a ADO é utilizada pelas autoridades que possuem a competência de iniciativa legislativa para fiscalizar a inatividade das outras autoridades. Assim, essa ação configura-se como instrumento para supervisionar se todos os órgãos e indivíduos incubidos constitucionalmente de realizar algum feito estão realmente fazendo-o, inclusive no âmbito federativo (ou seja, autoridades estatais identificarem a inércias de autoridades federais e vice-versa).

## Leituras de Aprofundamento
1. DIMOULIS, Dimitri; LUNARDI, Soraya. Curso de Processo Constitucional. São Paulo:Editora Atlas, 2013, pgs. 93 - 116.
2. FERREIRA MENDES, Gilmar. GONET BRANCO, Paulo Gustavo. Curso de Direito Constitucional. São Paulo: Saraiva, 2014, pgs. 1.132 - 1.164.
3. CHAVES, Charley Teixeira. Direito processual constitucional: a fiscalidade da constitucionalidade (ADI, ADC, ADPF, ADO, MI, HC HD e MS) -- 4ª ed. -- Belo Horizonte: Editora D’Plácido, 2016.
4. BARROSO, Luís Roberto.; Marcelo Alexandrino (2008). O controle de constitucionalidade no direito brasileiro: exposição sistemática da doutrina e análise crítica da jurisprudência. Editora Saraiva 3.ed. São Paulo
5. FERNANDES, Eric. Omissões inconstitucionais e seus instrumentos de controle 1ª ed. São Paulo: Editora JusPODIVM, 2017.
6. DE FARIA GURGEL, Luiz Alberto. Controle da constitucionalidade na omissão legislativa: instrumentos de proteção judicial e seus efeitos. Editora Juruá, 2001.